# Johannes Hispalensis
Johannes Hispalensis, conegut com a Joan Hispalense o Joan de Sevilla, va ser un traductor del segle xii, que va traduir obres científiques àrabs al llatí.

## Vida
No es coneix gran cosa de la seva vida; ni tan sols es coneix el lloc del seu naixement, ja que va signar les seves primeres traduccions amb el nom de Johannes Hispalensis atque Limiensis (de Sevilla i de Limia).
Tampoc existeix unanimitat entre els estudiosos sobre l'autoria d'algunes traduccions de l'època, que alguns autors atribueixen a un Joan Hispano (col·laborador de Domingo Gundisalvo a Toledo) mentre altres estudiosos diuen que és la mateixa persona. També se l'ha identificat amb el Johannes David al qui Plató de Tívoli va dedicar la traducció d'un tractat sobre l'astrolabi.
L'única cosa que es pot afirmar del cert és que les seves traduccions estan datades entre els anys 1115 i 1152.

## Traduccions
Traduccions que són indiscutiblement de Johannes Hispalensis.
- Introductorium maius d'Abu-Màixar al-Balkhí (Albumasar). (1133)
- De magnis coniunctionibus et annorum revolutionibus d'Abu-Màixar al-Balkhí. (????)
- Flores astrorum sive liber de reuolutionibus annorum d'Abu-Màixar al-Balkhí. (????)[6]
- Introductorius abdilaziz - De iudiciis astrorum d'Abd-al-Aziz (Alcabitius). (????)
- Rudiments d'Astronomia - Kittb al-fusul al-thalathin d'Al-Farghaní. (1135)
- Sirr al-asrar - Secretum Secretorum de Yahya ibn al-Bitriq. (1118)
- De differentia spiritus et animae de Costa ben Luca. (1120)
- Centiloquium d'Abu Jafar Ibn Yusuf Ibrahim ibn Dayà. (????)
- De rebus eclipsium de Masha’Allah ibn Atharí. (1130 aprox.)
- De nativitatibus d'Omar Tiberiades. (1130 aprox)
- De imaginibus de Thàbit ibn Qurra. (????)

Traduccions de les que no hi ha unanimitat sobre l'autor, però que alguns atribueixen a Johannes Hispalensis.
- De iudiciis nativitatum - Liber Introductorius - De iudiciis astrorum d'Abu Ali al-Khaiyat. (1152)
- Maqqasid al-falasifa - Liber Algazel d'Abu-Hàmid al-Ghazalí. (1150)
- De compositione et utilitate astrolabii de Masha’Allah ibn Atharí. (????)
- Speculum Elementorum anònim. (????)

Les traduccions de diferents llibres d'Avicenna (De anima, De caelo et mundo, Liber de Causis, Kitab al-shifa), cal atribuir-les a la col·laboració entre Domingo Gundisalvo i l'esmentat Joan Hispano que alguns autors identifiquen amb Avendaut.